# سنجق غزة
سنجق غزة أحد سناجق ولاية دمشق في الدولة العثمانية. كان المركز الإداري يقع في مدينة غزة.

## الحكم العثماني المبكر
في دفتر عام 1596، تضمن السنجق النواحي والبلدات/القرى التالية:

### ناحية غزة
- السوافير الشرقية،[1] بيت طيما،[1] حمامة،[1] التينة،[2] يبنا،[2] أسدود،[2] عرب صقرير،[2] دير البلح،[3] برير،[3] جباليا،[3] بيت لاهيا،[3] المجدل،[3] بيت عفا،[3] نجد،[3] نعليا،[3] بيت جرجة،[4] هربيا،[4] قطرة،[4] عراق سويدان،[4] كوكبا،[4] بيت جمال،[4] البطاني الشرقي،[4] القبيبة،[5] الفالوجة،[5] بيت دراس،[5] المغار،[5] حتا،[6] جسير،[6] ذكرين،[6] زيتا،[6] برقة،[6] بيت حانون،[6] دير سنيد،[6] سمسم،[6] الجلدية،[7] عجور،[7] السوافير الغربية،[8] جولس،[8] كرتيا،[8] بيت جبرين،[8] عراق المنشية،[8] قسطينة،[8] عبدس،[8] إدنبة،[9] جليا،[9] رفح،[9] الجورة،[9] تل الصافي،[9] عبسان الكبيرة،[9] السوافير الشمالية،[10] صميل،[10] بربرة،[10] المحرقة،[10] مغلس،[10] ياصور[10]

### ناحية الرملة
- قولة،[10] دير طريف،[10] يافا،[10] جمزو،[11] خروبة،[11] برفيلية،[11] صرفند العمار،[11] عرتوف،[11] بيت سوسين،[11] عسلين،[11] الخيرية،[12] خلدة،[12] الطيرة،[12] دير أيوب،[12] قبية،[12] بيت نبالا،[12] بدرس،[12] بني براق،[12] عمواس،[12] عاقر،[12] دير قديس،[13] يالو،[13] المدية،[13] شقبا،[13] سلمة،[13] صرعة،[13] ساقية،[13] اللد،[13] جسر جنداس،[14] بيت دجن،[14] السافرية،[14] العباسية،[14] يازور،[14] عنابة،[14] رنتية،[14] بئر ماعين،[14] بيت شنة،[14] نعلين،[14] خربثا بني حارث،[14] كسلا،[14] عابود،[15] بيت سيرا،[15] كفر عانة[15]